# Проклятие «Крусибла»
Проклятие «Крусибла» (англ. Crucible curse, также известно как The curse of the Crucible) — феномен в снукере, заключающийся в том, что ни один чемпион мира по снукеру, впервые выиграв свой титул, не может защитить его в следующем году. 
Закономерность наблюдается с 1977 года, с тех пор как чемпионат мира по снукеру проходит в театре «Крусибл» в Шеффилде.
Последним игроком, который защитил свой первый титул чемпиона мира на следующий год, является Джон Палмен, которому это удалось в 1964 году, когда звание чемпиона разыгрывалось в челлендж-матче.

## Проклятие
Следующие по списку чемпионы мира выиграли свой титул впервые, но не смогли защитить его в следующем году. Из двадцати игроков восемь проиграли уже в первом матче (Терри Гриффитс в 1980 году, Стив Дэвис в 1982 году, Деннис Тейлор в 1986 году, Грэм Дотт в 2007 году, Нил Робертсон в 2011 году, Стюарт Бинэм в 2016 году, Люка Бресель в 2024 году и Кайрен Уилсон в 2025 году) и только двое проиграли, дойдя до финала (Джо Джонсон в 1987 году и Кен Доэрти в 1998 году).
| Год  | Защищающийся чемпион | Стадия        | Счёт матча | Соперник       | Прим.  |
| ---- | -------------------- | ------------- | ---------- | -------------- | ------ |
| 1980 | Терри Гриффитс       | Второй раунд  | 10-13      | Стив Дэвис     | [ 7 ]  |
| 1981 | Клифф Торбурн        | Полуфинал     | 10-16      | Стив Дэвис     | [ 8 ]  |
| 1982 | Стив Дэвис           | Первый раунд  | 1-10       | Тони Ноулз     | [ 9 ]  |
| 1986 | Деннис Тейлор        | Первый раунд  | 6-10       | Майк Халлетт   | [ 10 ] |
| 1987 | Джо Джонсон          | Финал         | 14-18      | Стив Дэвис     | [ 11 ] |
| 1991 | Стивен Хендри        | Четвертьфинал | 11-13      | Стив Джеймс    | [ 12 ] |
| 1992 | Джон Пэррот          | Четвертьфинал | 12-13      | Алан Макманус  | [ 13 ] |
| 1998 | Кен Доэрти           | Финал         | 12-18      | Джон Хиггинс   | [ 14 ] |
| 1999 | Джон Хиггинс         | Полуфинал     | 10-17      | Марк Уильямс   | [ 15 ] |
| 2001 | Марк Уильямс         | Второй раунд  | 12-13      | Джо Свэйл      | [ 16 ] |
| 2002 | Ронни О'Салливан     | Полуфинал     | 13-17      | Стивен Хендри  | [ 17 ] |
| 2003 | Питер Эбдон          | Четвертьфинал | 12-13      | Пол Хантер     | [ 18 ] |
| 2006 | Шон Мерфи            | Четвертьфинал | 7-13       | Питер Эбдон    | [ 19 ] |
| 2007 | Грэм Дотт            | Первый раунд  | 7-10       | Иан Маккалох   | [ 20 ] |
| 2011 | Нил Робертсон        | Первый раунд  | 8-10       | Джадд Трамп    | [ 21 ] |
| 2015 | Марк Селби           | Второй раунд  | 9-13       | Энтони Макгилл | [ 22 ] |
| 2016 | Стюарт Бинэм         | Первый раунд  | 9-10       | Алистер Картер |        |
| 2020 | Джадд Трамп          | Четвертьфинал | 9-13       | Кайрен Уилсон  | [ 23 ] |
| 2024 | Люка Бресель         | Первый раунд  | 9-10       | Дэвид Гилберт  |        |
| 2025 | Кайрен Уилсон        | Первый раунд  | 9-10       | Лей Пейфан     |        |

В матчах, где чемпион защищает свой не первый титул, считается, что «проклятие» не действует. Трое игроков имеют несколько подряд удачных защит титула: Рэй Риардон (1973—1976), Стив Дэвис (1983—1984 и 1987—1989), Стивен Хендри (1992—1996), Ронни О'Салливан (2012—2013) и Марк Селби (2016—2017), но только после того, как они ощутили на себе «проклятие».

## До «Крусибла»
До того как чемпионат мира начали проводить в «Крусибле», ни один из игроков современной эры снукера тоже не смог защитить свой первый титул чемпиона мира. За всё время проведения чемпионатов мира только Джо Дэвис, его брат Фред Дэвис и Джон Палмен смогли защитить свой первый титул чемпиона мира по снукеру, Джо в 1928 году, Фред в 1949 году и Пульман в течение челлендж-матча 1964 года. Вдобавок, Рэй Риардон, Алекс Хиггинс и Джон Спенсер выиграли свой первый титул до того, как чемпионат мира начали проводить в «Крусибле», но все они не смогли защитить свой титул чемпиона мира, когда завоевали его уже в «Крусибле».
| Год  | Защищающий титул | Стадия    | Результат | Соперник      | Прим.  |
| ---- | ---------------- | --------- | --------- | ------------- | ------ |
| 1970 | Джон Спенсер     | Полуфинал | 33-37     | Рэй Риардон   | [ 24 ] |
| 1971 | Рэй Риардон      | Полуфинал | 15-34     | Джон Спенсер  | [ 25 ] |
| 1973 | Алекс Хиггинс    | Полуфинал | 9-23      | Эдди Чарльтон | [ 26 ] |